# Haworthia pygmaea var. vincentii
Haworthia pygmaea var. vincentii és una varietat de Haworthia pygmaea del gènere Haworthia de la subfamília de les asfodelòidies (Asphodeloideae).

## Descripció
Haworthia pygmaea var. vincentii és una suculenta perennifòlia de creixement lent que li falta la coloració violeta de H. esterhuizenii. Les fulles són majoritàriament semiretuses, sovint amb un lleuger gir. Hi ha punts translúcids a la superfície inferior de la fulla que no són compartits per Haworthia turgida però també es presenten a Haworthia esterhuizenii, Haworthia wimii i alguns altres. Les plantes es distingeixen fàcilment de les altres espècies de Haworthia.

## Distribució i hàbitat
Haworthia pygmaea var. vincentii creix a la província sud-africana del Cap Occidental. Aquesta varietat es troba al vessant de la muntanya a l'est d'Albertinia. La població és molt reduïda, comprèn aproximadament potser 30 plantes i es reparteixen en uns pocs metres quadrats.
L'aspecte general de les plantes suggereix que el seu origen és una mica similar al de Haworthia esterhuizenii amb una influència afegida de Haworthia turgida. Les plantes creixen només uns pocs quilòmetres a l'est de Haworthia esterhuizenii i, tot i que estan ben establertes amb poca variació, podrien ser (com moltes altres espècies de Haworthia) d'origen híbrid.

## Taxonomia
Haworthia pygmaea var. vincentii va ser descrita per (Breuer) M.B.Bayer i publicat a Haworthia Update 7(4): 36, a l'any 2012.
Etimologia
Haworthia: nom en honor del botànic britànic Adrian Hardy Haworth (1767-1833).
pygmaea: epítet llatí que vol dir "nana, petita".
var. vincentii: epítet en honor de la persona que va descobrir aquesta varietat, Vicent de Vries.
Sinonímia
- Haworthia vincentii Breuer, Alsterworthia Int., Spec. Issue 7: 11 (2004). (Basiònim/Sinònim substituït).[6]